# Acacia mayana
Acacia mayana är en ärtväxtart som beskrevs av Cyrus Longworth Lundell. Acacia mayana ingår i släktet akacior, och familjen ärtväxter. Inga underarter finns listade i Catalogue of Life.